# Сантоши Мата
Сантоши Мата (санскр. संतोषी माता) или Сантоши Маа (संतोषी माँ) — богиня в индуистской мифологии и фольклоре. Она почитается как «Мать удовлетворения», что является значением его имени. Сантоши Мата особенно почитается женщинами Северной Индии. Считается, что врата (ритуальный пост), называемый Сантоши Маа Врата, совершаемый людьми 16 пятниц подряд, завоевывает благосклонность богини.
Сантоши Мата стала почитаться как богиня в начале 1960-х годов.  Молитва к ней первоначально распространялась из уст в уста, через брошюры и плакаты. Её врата набирала популярность среди женщин Северной Индии. Однако именно болливудский фильм 1975 года «Джай Сантоши Маа» (инд. «Приветствие Сантоши Маа»), рассказывающий историю богини и её ярой почитательницы Сатьявати, которая вознесла эту тогда ещё малоизвестную «новую» богиню к известным. С ростом популярности фильма Сантоши Мата вошла в общеиндийский индуистский пантеон, а её изображения и святыни были включены в индуистские храмы. В фильме богиня изображена как дочь популярного индуистского бога Ганеши и связана с фестивалем Ракшабандхан, однако это не имеет никакого отношения оригинальным к индуистским писаниям.

## Историческое развитие
Фильм 1975 года «Джай Сантоши Маа» возвысил Сантоши Мату, малоизвестную «новую» богиню, до пантеона общеиндийского индуизма. Показы фильма сопровождались религиозными обрядами со стороны зрителей. Некоторые зрители вошли в театр босиком, как в индуистский храм, и по всей Северной Индии начали возникать небольшие святыни и храмы, посвященные этой богине. Фильм приобрел культовый статус, и спустя годы после его выпуска были организованы специальные утренние пятничные показы для женщин, которые соблюдали пятничную врату этой богини. Успех этого малобюджетного фильма и сообщения СМИ о «внезапном появлении современной богини из целлулоида» вызвали научный интерес к Сантоши Мате.
Историк искусства Майкл Брэнд предположил, что образ Сантоши Маты возник в начале 1960-х годов с основанием пяти широко распространенных храмов в Северной Индии. Её иконография также кристаллизовалась в этот период и медленно распространялась через искусство плаката. Её культ распространился среди женщин через молву, брошюры и плакаты. По словам Брэнда и профессора Джона Стрэттона Хоули из Барнард-колледжа (факультет религии), именно жена Виджая Шармы, директора создания фильма «Джай Сантоши Маа», призвала своего мужа «распространить учение о богине».
Хоули отмечает: «Когда фильм распространил её образ, Сантоши Ма быстро стала одной из самых важных и широко почитаемых богинь в Индии, заняв свое место в форме плаката в алтарных комнатах миллионов индуистских домов. Тем не менее, трудно представить, что Сантоши Ма могла бы даровать такое мгновенное удовлетворение стольким людям, если бы она не была частью более крупного и уже хорошо развитого культа Богини. Её новые преданные могли сразу распознать многие ее характерные черты и атрибуты, прочувствовать их глубоко, потому что она разделяет их с другими богинями давно знакомы с ними». Хоули подчеркивает, что иконография Сантоши Мата заимствовала элементы у уже знакомых индуистских богинь. Характерная поза Сантоши Мата, стоящая или сидящая на лотосе, отражала позу богини Лакшми (Шри). Оружие, которое она держала — меч и трезубец — традиционные атрибуты богини Дурги. По словам социолога Вины Даса, история Сантоши Маты и Сатьявати из Джай Сантоши Маа заимствована из более старых индуистских легенд, таких как легенда о Анасуе, которая смирила ревность триады богинь и пылко почитала богиню змей Манасу — она так же столкнулась с противодействием со стороны её семьи и других богинь.
Бранд, Дас, профессор Кэтлин Эрндл из Университета штата Флорида (факультет религии) и Стэнли Курц, автор книги «Все матери едины», считали, что в Сантоши Мате нет ничего «нового», скорее она была просто ещё одной версией богини-матери. Эрндл отождествлял Сантоши Мату с богиней Шеранвали, верхом на льве.
Хоули отмечает, что хотя храм, посвященный Сантоши Мате, существовал в Джодхпуре до выпуска Джай Сантоши Маа, до 1967 года тот же храм был посвящен Богине по имени Лал Сагар Ки Мате — богине озера Лал Сагар, на берегах которого находится храм. Однако Лал Сагар Ки Мате, в отличие от вегетарианки Сантоши Маты, приносили в жертву животных. С ростом популярности фильма изображения и святыни Сантоши Мата были включены в индуистские храмы, а в некоторых случаях Сантоши Мата устанавливалась в качестве главного божества, как в Джодхпуре, лишая других богинь этого статуса.
По словам профессора Филипа Лутгендорфа из Университета Айовы (современные индийские исследования), врата Сантоши Маа набирала популярность среди женщин в Северной Индии в 1960-х годах, за десять лет до выхода Джай Сантоши Маа. Далее он отмечает, что тот факт, что Сантоши Мата посвящался недорогой сахар-сырец и жареный нут, которые ассоциировались с «не-элитой», в качестве подношений в её врате, и её доброжелательный характер сделали её популярной в массах. Однако Дас считает, что фильм сыграл важную роль в распространении поклонения Сантоши Мата среди неграмотных, которые до этого не могли знать письменную врата-катху (легенду, связанную с вратой).
Несмотря на то, что сценарий Джай Сантоши Маа не имеет основы из религиозных текстов, ученые Анита Райна Тхапан и Лоуренс Коэн считают культ Сантоши Маты свидетельством продолжающейся эволюции Ганеши как божества.

## Врата
Сантоши Мата врата, или религиозный пост, следует соблюдать 16 пятниц подряд или до тех пор, пока желание не исполнится. Преданный должен совершить пуджу (поклонение) Сантоши Мате и предложить ей цветы, благовония и чашу сырого сахара и жареного нута (гур-чана). Преданный просыпается рано утром, вспоминая Богиню. В постный день принимается только один прием пищи, и преданные избегают есть горькую или кислую пищу и не подавать её другим, поскольку кислая или горькая пища вызывает некоторое привыкание и мешает удовлетворению. Когда желание исполняется, преданный должен организовать церемонию удьяпан («завершение»), на которой восемь мальчиков должны находится в качестве участников праздничной трапезы.
В этом типе поклонения преданный должен следовать другим ограничениям, таким как избегать ссор и причинять кому-либо боль. С помощью этой враты можно жить в гармонии, потому что плохие привычки в человеческой жизни, такие как игнорировать веру и говорить неправду, вести себя высокомерно могут быть устранены. Эта врата учит преданного распространять любовь, сочувствие и счастье.
Храмы
По всей Индии и за границей есть много храмов, в которых главным божеством считается Мата Сантоши.
Северная Индия: Харинагар, Дели (NCR)
Южная Индия: Джай Нагар, Тричи (Тамилнад)
Восточная Индия: Чакрадхарпур (Джаркханд)
Западная Индия: Лаал Сагар, Джодхпур (Раджастан) - Шри Сантоши Мата Мандир Джодхпур Раджастхан Индия (Первый храм). Также есть очень известный храм в Домбивли (запад) недалеко от Мумбаи.
В центре Индия: Шри Сантоши Мата Мандир Гуна, член парламента Индии (Второй храм) Шри Сантоши Мата Мандир гуна, член парламента Индии (Второй храм)

## Легенды

### Врата-катха
В отличие от других индийских мифологических фильмов, которые были основаны на индуистских эпосах или писаниях пуран Джай Сантоши Маа была основана на популярной брошюре о врата катхе (легенде о ритуальном посте) пятничной враты Сантоши Маты. Врата-катха такова: У одной пожилой женщины было семеро сыновей, младший из которых был безответственным, поэтому она подавала ему за место нормальной еды то, что не доел его брат. Жена младшего сына узнала об этом и рассказала мужу, который вышел из дома искать счастья. Он получил работу у торговца и разбогател, но забыл о своей жене. Его жену мучили родственники в отсутствие мужа. Однажды она узнала о 16-недельной Сантоши Ма врате и провела её. В результате Сантоши Мата появилась во сне своего мужа и сообщила ему о тяжелом положении его жены. Он вернулся домой богатым и завел с женой отдельное хозяйство. Во время церемонии удьяпан врата родственники мужа составили заговор против жены и накормили восьмерых детей на церемнонии кислой едой, оскорбив Сантоши Мату. По обвинению в этом её муж был арестован. Жена повторила врату и удьяпан. Её муж был освобожден из тюрьмы, и вскоре она родила сына. Однажды Богиня посетила семью в виде внушающего ужас чудовища. Пока родственники мужа в ужасе бежали, жена узнала богиню и поклонялась ей. Затем родственники попросили прощения у богини, и они все были благословлены богиней. А. К. Рамануджан называет эту легенду с безымянными персонажами «самым внутренним видом сказок: те, которые обычно рассказываются женщинами только дома». Врата-катха также не связывает Богиню с Ганешей — богом устранения препятствий и начала, который описывается как её отец в фильме и другой литературе преданных.

### Фильм - Джай Сантоши Маа 1975

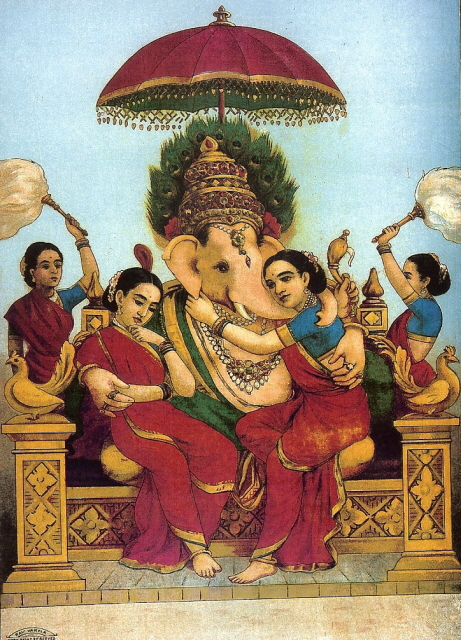
Ганеша с супругами Риддхи и Сиддхи, которые изображены как родители Сантоши Мата в фильме «Джай Сантоши Маа». Однако это утверждение не имеет под собой оснований в древних индуистских писаниях.

В фильме «Джай Сантоши Маа» рождение Сантоши Мата связывается с фестивалем Ракшабандхан, где сестра повязывает браслет из нити ракхи на запястье своего брата, а брат дарит своей сестре сладости, подарки и обещание защиты. Когда сестра Ганеши Манаса празднует с ним праздник, сыновья Ганеши просят отца подарить им сестру. Хотя Ганеша изначально отказывается, по неоднократным просьбам двух своих жен Риддхи и Сиддхи, сыновей, сестры и божественного мудреца Нарады, Ганеша создает Сантоши Мата из двух пламеней, поднимающихся из груди его жен. Нарада постановил, что эта рождённая разумом дочь Ганеши всегда будет исполнять желания каждого и поэтому будет называться Сантоши Мата — Мать Удовлетворения.
Затем фильм перемещается из небесной обители Ганеши на землю, где рассказывается история преданного богине Сатьявати. Сатьявати молится Сантоши Мате, чтобы выйти замуж за Бирджу, и после того, как её желание исполняется, она вместе со своим мужем совершает паломничество в храме Сантоши Маты. Тем временем озорной Нарада провоцирует ревность богинь Брахмани, Лакшми и Парвати (матери Ганеши и бабушки Сантоши Маты) — жён индуистской троицы богов Брахмы, Вишну и Шивы соответственно — к «новой» богине Сантоши Мате. Триада богинь обрушивает свой гнев на Сатьявати. Подобно врата-катхе, Бирджу уходит, чтобы разбогатеть. Триада богинь распространила слух, что Бирджу мёртв, а одинокую «вдову» Сатьявати мучают её сёстры. Бирджу забывает о Сатьявати, но после выполнения Сатьявати пятничной враты Сантоши Мата появляется во сне Бирджу и напоминает ему о его жене. Бирджу возвращается домой богатым человеком и заводит отдельный дом с Сатьявати. На церемонии удаян невестки Сатьявати смешивают кислую пищу с ритуальной едой, которую подают восьми мальчикам. Сантоши Мата наказывает сестёр, калеча их, а их сыновья, которые съедают ритуальную еду, падают замертво. В этом несчастье обвиняют Сатьявати. Но, наконец, когда Сатьявати молится богине, та появляется перед Сатьявати и оживляет мальчиков и их матерей. Затем родственники Сативати просят прощения у Богини. В конце концов, триада Богинь также раскаивается и говорит, что они просто проверяли преданность Сатьявати. Наконец Нарада просит триаду богинь, их мужей и Ганешу благословить Сантоши Мату, что Лутгендорф интерпретирует как явное подтверждение включения новой Богини в индуистский пантеон.